# Georg Frank
Georg Frank (Fürth, 14 dicembre 1907 – 13 novembre 1944) è stato un calciatore tedesco, di ruolo attaccante.

## Palmarès

### Club

#### Competizioni nazionali
- Campionato tedesco: 1

Fürth: 1928-1929